# Вильяфафила
Вильяфафила (исп. Villafáfila)  —  муниципалитет в Испании, входит в провинцию Самора в составе автономного сообщества Кастилия и Леон. Муниципалитет находится в составе района (комарки) Тьерра-де-Кампос. Занимает площадь 74 км². Население — 577 человек (на 2010 год). Расстояние до административного центра провинции — 53 км.
Покровителем города считается святой Роке. 

## Топоним
Название происходит от двух слов: «villa» и германского антропонима «Fáfila» или «Fávila», который некоторые лингвисты относят к уменьшительно-ласкательной форме. Вильяфафила упоминается в документах как «Villa de Fafila» в 936 году; «Villa Fafila, in Lampreana» в 954 году; «Villa Fafila» в 1143 году; «Villa Fafila» в 1181, 1182 и 1208 годах. Антропоним широко распространён в Астурии с VIII века, откуда был король Фавила, он также упоминается с IX века в Галисии. В XII веке он упоминается в документах Браги (Португалия), являясь менее распространённым, а также в районе Саагуна. Как следствие, топонимия разнообразна: Fafiás, Fafián, Fafiá в Галисии; Fafilán в Астурии; Fáfilas в Леоне; Fafiães, Fafiás, Fafião в Португалии и другие.

## География и климат
Вильяфафила расположена на Кастильском плоскогорье на высоте около 625 м. Столица провинции Самора расположена примерно в 35 километрах к юго-западу. Большая часть муниципалитета расположена на территории природного заповедника "Reserva Natural de Lagunas de Villafáfila". Климат зимой довольно холодный, а летом тёплый или жаркий. Редкие осадки (около 492 мм/год) в течение всего года.

## История

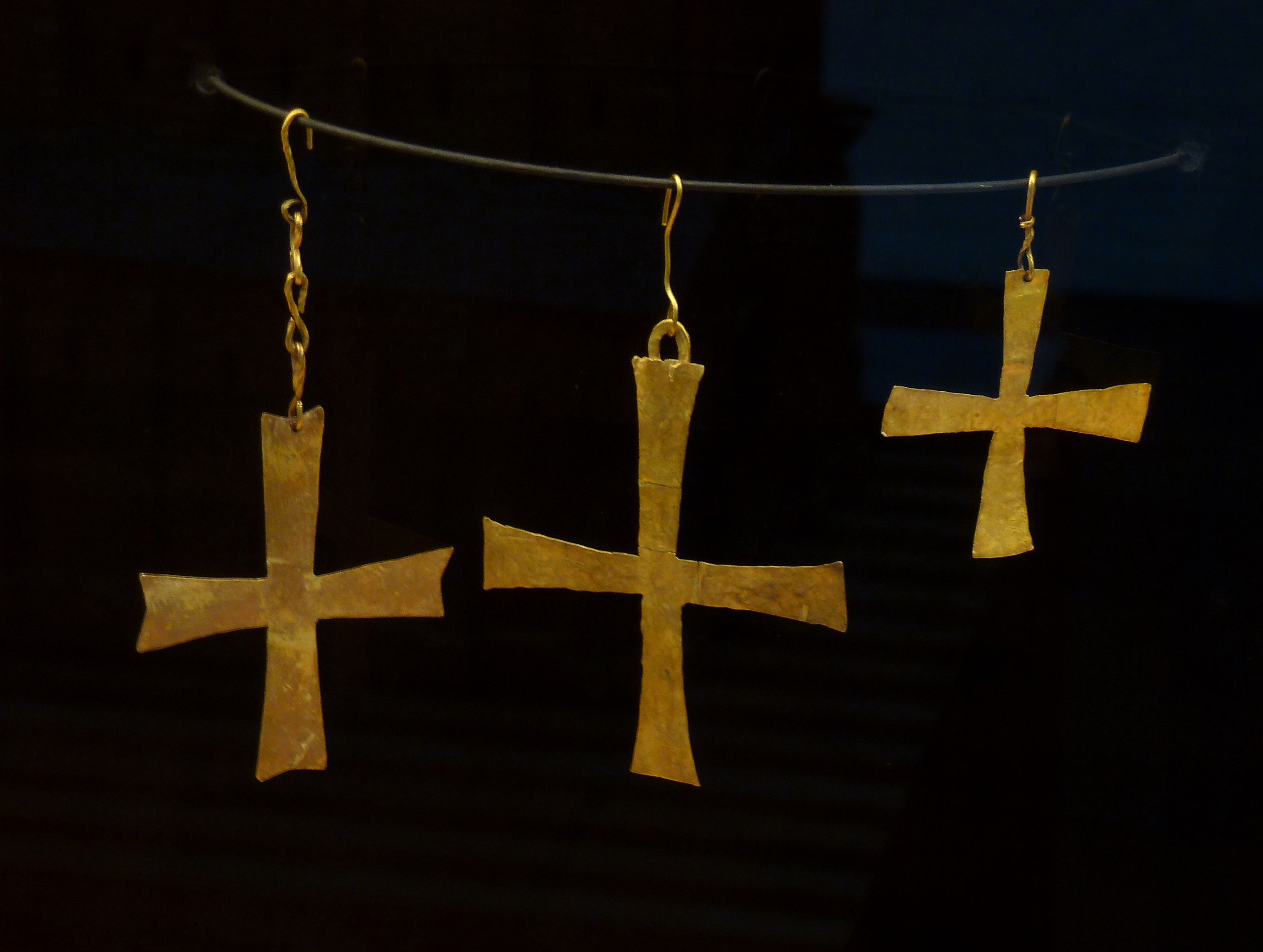
Лапчатые кресты вестготов. Музей Саморы

Присутствие человека в районе Вильяфафилы восходит как минимум к периоду неолита, о чём свидетельствует фрагмент керамики, найденный недалеко от района «Фуэнте-де-Сан-Педро» (исп. Fuente de San Pedro), представляющий собой перевитую ручку, украшенную резными и печатными мотивами. Этому фрагменту около 6000 лет, что делает их одним из самых ранних свидетельств доисторического заселения Вильяфафилы и провинции Самора.
В районах Сан-Педро, Вамба и Валорио были обнаружены римские руины, где выделяется мозаика римского фонтана Сан-Педро, а также мост Виллариго.
Клад периода вестготов свидетельствует о поселениях на территории муниципалитета в середине VII века. Он обнаружен случайно в 1921 году и в настоящее время хранится в музее Саморы. В кладе были три небольших лапчатых креста из листового золота, две небольшие бронзовые детали, одна из которых, возможно, представляла собой ручку дискоса и курильницы, от крышки которой сохранился лишь фрагмент с ажурным декором.
Первое документальное упоминание о Вильяфафиле как о городе относится ко времени правления Рамиро II Леонского и связано с продажей соли из соляных шахт в 936 году. С тех пор появлялись разные документы с упоминанием Вильяфафилы. Например, в 1155 году король Альфонсо VII подарил несколько поместий Вильяфафилы монастырю Эслонса (Eslonza).
В 1181 году король Фердинанд II Леонский подарил рыцарскому Ордену Сантьягок город Вильяфафила, который попал в зависимость от командорства  Кастроторафе, что было подтверждено Альфонсо IX, который в 1229 году распространил права Ордена Сантьяго на Вильяфафилу и Кастроторафе.
27 июня 1506 года здесь король Арагона Фердинанд II подписал со своим зятем Филиппом Красивым Вильяфафильское соглашение, согласно которому кортесы Вальядолида провозгласили Филиппа королём Кастилии под именем Филиппа I, а Фердинанд, получив денежную компенсацию, оставался правителем только родного Арагона.
В 1529 году папа Климент VII дал разрешение на передачу активов Ордена Сантьяго в пользу короны. В соответствии с этим актом Карл V в 1541 году отделил Вильяфафилу от командорства Сантьяго Кастроторафе и присоединил к землям короны.
Вильяфафила вошла в состав провинции Самора после реформы территориального деления Испании в 1833 году. Таким образом, она продолжала оставаться частью Леонской области, хотя та не имела какой-либо компетенции или управляющего органа для объединённых провинций и не претендовала на административную деятельность. После принятия конституции 1978 года и различных нормативных актов, Вильяфафила в 1983 году вошла в состав автономного сообщества Кастилия-Леон в качестве муниципалитета, присоединённого к провинции Самора.

## Население
| Год  | Численность | Численность   |
| ---- | ----------- | ------------- |
| 2001 | 665         | [ 18 ]        |
| 2002 | 647         | [ 19 ]        |
| 2004 | 628         | [ 20 ]        |
| 2005 | 619         | [ 21 ]        |
| 2006 | 607         | [ 22 ]        |
| 2007 | 597         | [ 23 ]        |
| 2008 | 592         | [ 24 ]        |
| 2009 | 582         | [ 25 ]        |
| 2010 | 577         | [ 26 ]        |
| 2011 | 573         | [ 27 ]        |
| 2012 | 567         | [ 28 ]        |
| 2013 | 542         | [ 29 ]        |
| 2014 | 525         | [ 30 ]        |
| 2015 | 506         | [ 31 ]        |
| 2016 | 478         | [ 32 ]        |
| 2017 | 493         | [ 33 ]        |
| 2018 | 483         | [ 34 ] [ 35 ] |
| 2019 | 478         | [ 36 ]        |
| 2020 | 469         | [ 37 ]        |
| 2021 | 475         | [ 38 ]        |
| 2022 | 458         | [ 39 ]        |
| 2023 | 449         | [ 40 ]        |
| 2024 | 440         | [ 3 ]         |

## Достопримечательности
- Церковь Св. Марии
- Церковь Св. Мартина в Otero de Sariegos

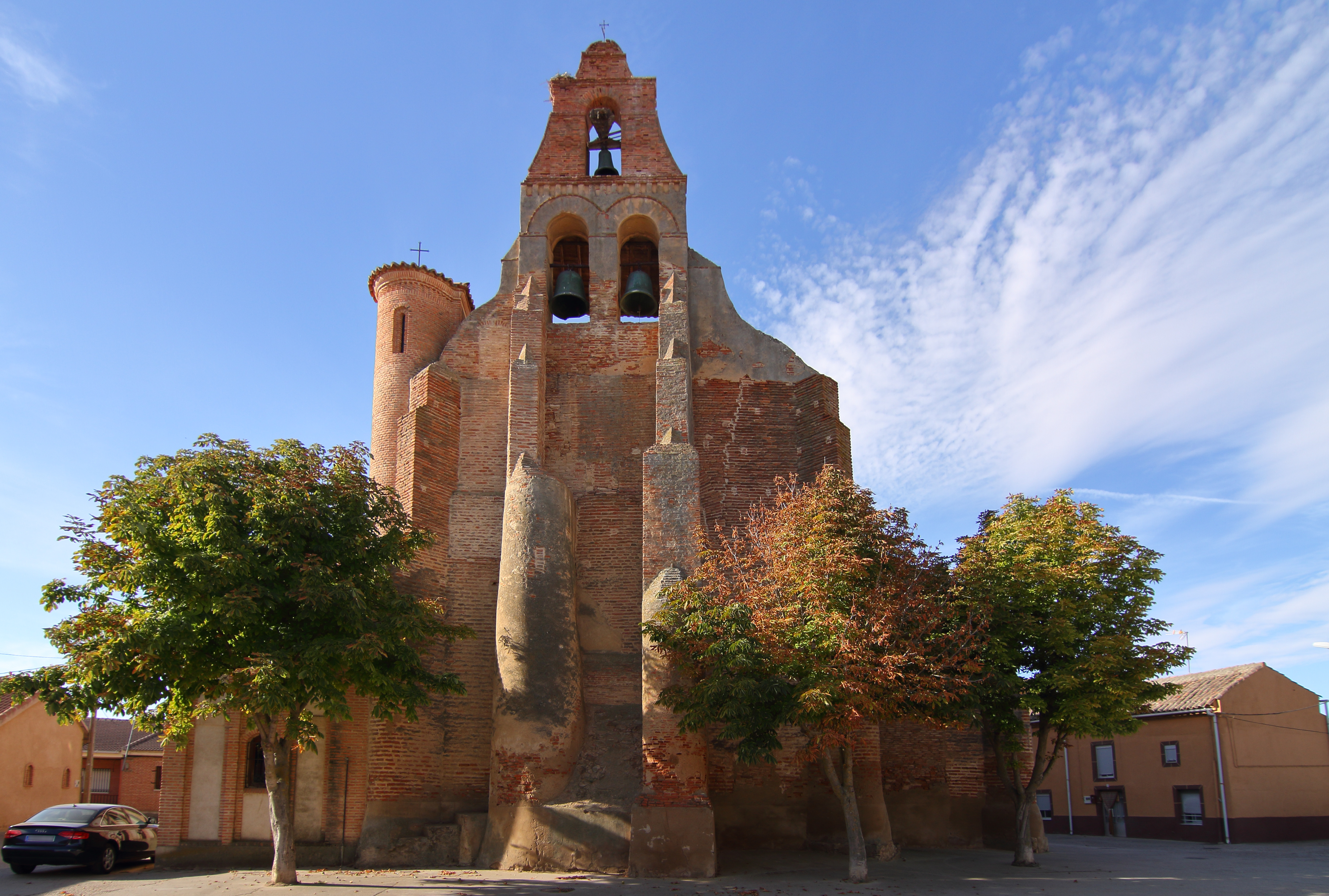
Церковь Св. Марии
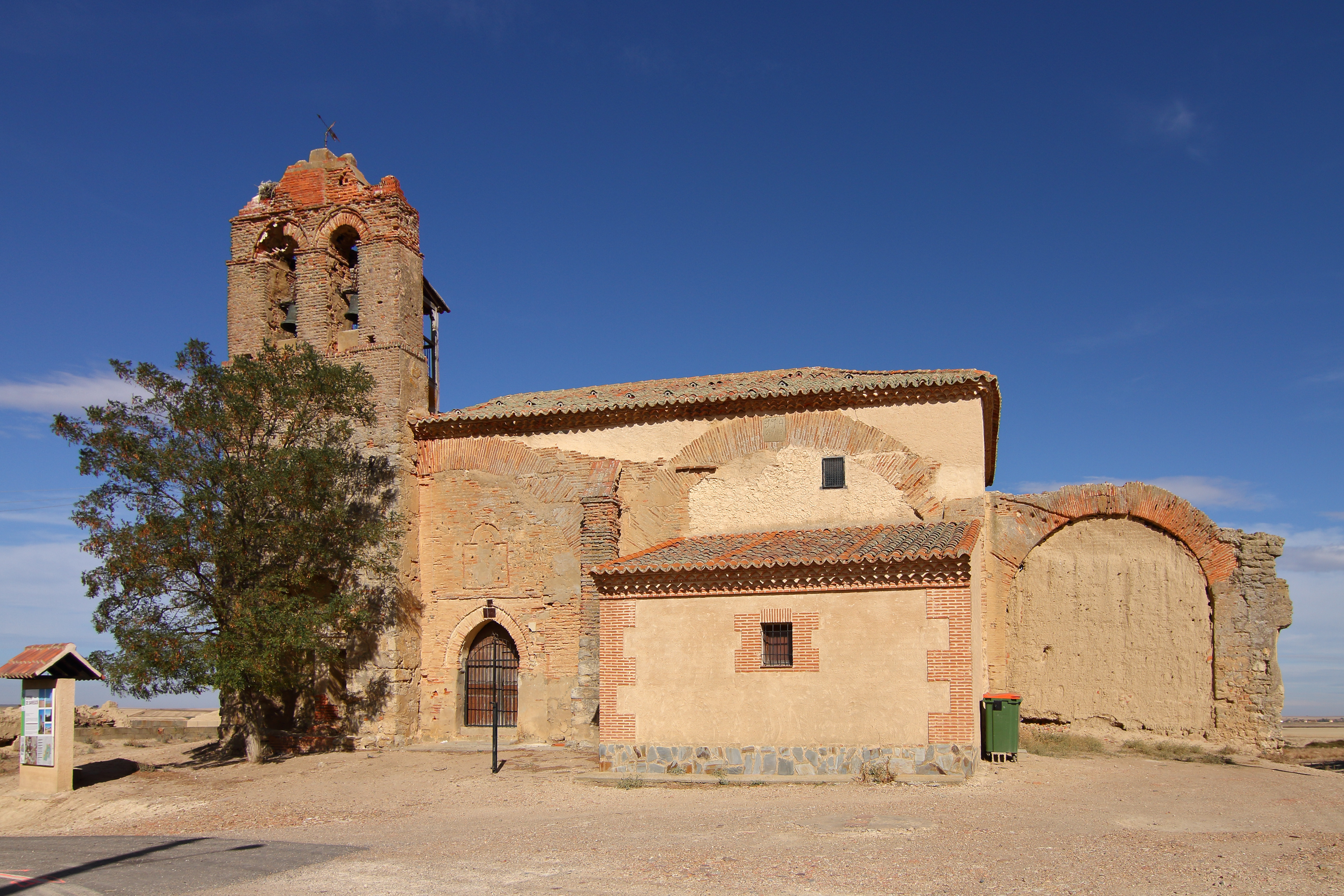
Церковь Св. Мартина